# Tristão António da Cunha
Tristão António da Cunha ou Tristão António da Cunha e Meneses  (1663 - 4 de Março de 1693) foi cavaleiro na Ordem de Santiago e comendador de Santa Maria de Tavira na referida ordem e de Santa Maria de Nine na Ordem de Cristo, e que não chegou a suceder na casa de seu pai por morrer três dias antes dele.

## Dados genealógicos
Filho de Manuel da Cunha e Menezes ( - 7 de Março de 1693), senhor dos morgados de Paio Pires, Cachoeiras  e  Barreiro, veador da casa da rainha D. Maria Francisca Isabel de Saboia, tendo casado com  D. Francisca Joana de Albuquerque, dama da rainha D. Luísa de Gusmão. Era irmã de Simão Correia da Silva, 6.° conde da Castanheira pelo seu casamento, filhos de Martim Correia da Silva, Governador do Algarve em 1637.
Casou em 1681 com D. Leonor Tomásia de Távora, falecida em Agosto de 1725, filha dos 1.°s Marqueses de Távora - Luís Álvares de Távora e  D. Maria Inácia de Meneses, filha do 1.º Conde de Sarzedas.
Tiveram:
- Manuel Inácio da Cunha e Meneses (1682 -), senhor de Paio Pires e das Cachoeiras, comendador de Santa Maria de Nine e de São Pedro de Marialva na Ordem de Cristo, comendador de Santa Maria de Tavira na Ordem de Avis, Alcaide mor de Tavira e senhor dos Salgados da dita cidade e da de Lagos. Serviu na guerra contra Castela sendo coronel no Regimento de Infantaria da Praça de Almeida, e se achou em Salvaterra e Badajoz e outras ocasiões de honra. Casou em Fevereiro de 1706 com D. Teresa Josefa de Meneses, que faleceu a de 19 Agosto de 1724, filha de D. José de Meneses, senhor da Patameira,[3] governador da Torre Velha, vedor da Casa da Rainha, e de D. Brites de Mendonça, filha de Henrique de Sousa Tavares, 1.º Marquês de Arronches. Com descendência.
- Luís Álvares de Távora (1684 - 25 de Março de 1716), que morreu moço.
- Matias da Cunha e Meneses (1687 -), serviu na guerra contra Castela; nomeadamente nessa operação estava em Badajoz em 1705 em que uma bala de artilharia lhe levou a perna esquerda e nessa atenção El-Rei D. Pedro lhe ofereceu a comenda de São Martinho de Moreira da Ordem de Cristo e foi coronel de infantaria. Feita a paz passou à Alemanha para servir na guerra o imperador Calos VI e se achou nas batalhas de Temesvar e Belgrado; e na guerra da Itália, servindo sempre com valor e estimação. Foi General de Batalha e mestre campo general da rainha da Hungria, em cujo serviço ficou após a morte de seu pai. O padre Antonio Carvalho da Costa refere-o ainda como brigadeiro de infantaria na Província do Minho.[5]
- Leonor Tomásia de Távora casada com D. Luís José de Almada, mestre sala, senhor dos Lagares d´El-Rei e de Pombalinho.
- D. Vicencia de Meneses que morreu sem chegar a formar estado.
- D. Ana Leonor de Távora que nasceu em 1691 e morreu de curta idade.